# Geoff Mott and the Mottoes
Geoff Mott and the Mottoes  fue el nombre de la primera banda de Syd Barrett, formada hacia mediados de 1961 por Geoff Mott en voz, Nobby Clark y Syd Barrett en guitarras y la base rítmica de Tony Sainty y Clive Wellham en bajo y batería, respectivamente.
La banda practicaba un Rhythm & Blues típicamente inglés de principios de la década de los 60 y su repertorio estaba basado en covers. The Mottoes fue una banda de corta vida que no llegó a grabar ni dejar marca en el mundo del rock, apenas una anécdota de haber sido una de las bandas previas a la formación de Pink Floyd.
Cuando The Mottoes se separó, cada uno de sus integrantes corrió por su lado. Geoff Mott se unió como cantante a una banda llamada Boston Crabs, luego del cual no se volvió a saber de él. Nobby Clark se retiró de la música. Tony Sainty y Clive Wellham pasaron a ser parte de The Ramblers en 1962, banda integrada por John Latham (voz) y Jon Gordon y David Gilmour (guitarras). Syd Barrett continuó tocando en otras bandas de la zona de Cambridge: The Hollering Blues en 1962 y en 1963 en Those Without. Ambas bandas de corta vida y poca trascendencia.
- Datos: Q5877365